# Wilhelm Ulenoge
Wilhelm Ulenoge (* Anfang 16. Jahrhundert in Westfalen; † 28. März 1572 in Güstrow) war ein deutscher Notar und Urkundenfälscher im Auftrag mecklenburgischer Adelsfamilien.

## Leben und Wirken
Wilhelm Ulenoge wurde in Westfalen geboren, zog Mitte des 16. Jahrhunderts nach Rostock und bezog zusammen mit seiner Frau ein Wohngebäude in der Hartestraße. Er arbeitete als Notar und reiste durch Mecklenburg und Pommern. Dank dieser Praxis hatte er detaillierte Kenntnisse über die Rechts- und Finanzverhältnisse vieler Familien des mecklenburgischen Adels. Aus Geldnot fertigte er ab Mitte der 1560er Jahre Urkundenfälschungen zugunsten seiner adligen Kundschaft an. Dabei unterhielt er Schreiber und Siegelstecher.  Er verursachte die größte Urkundenfälschung der mecklenburgischen Geschichte.
Die Fälschungen betrafen hauptsächlich Elisabeth von Halberstadt, die Witwe des Carin Moltke auf Teutenwinkel (heute: Toitenwinkel, Stadtteil Rostocks). Nach seinem gewaltsamen Tod stand sie vor familiären und wirtschaftlichen Problemen. Sie gilt als Anstifterin für die Fälschungen und ist Mitschuldige, da sie Ulenoges Fluchtversuch unterstützte, nachdem sein Betrug aufflog.
Nach deren Erfassung wurden beide angeklagt und erhielten unterschiedliche Strafen. Elisabeth von Halberstadts Güter wurden konfisziert und sie des Landes verwiesen. Ulenoge hingegen wurde am 28. März 1572 auf dem Marktplatz in Güstrow öffentlich hingerichtet.
Bis heute konnten 108 von Ulenoge angefertigte Urkundenfälschungen nachgewiesen werden, die den Zeitraum 1348 bis 1569 betreffen. Davon sind allein 47 Urkunden zugunsten der Teutenwinkler Moltkes gefälscht worden. Im Bestand des Landeshauptarchivs Schwerin befinden sich 78 Exemplare der Fälschungen.

## Flucht

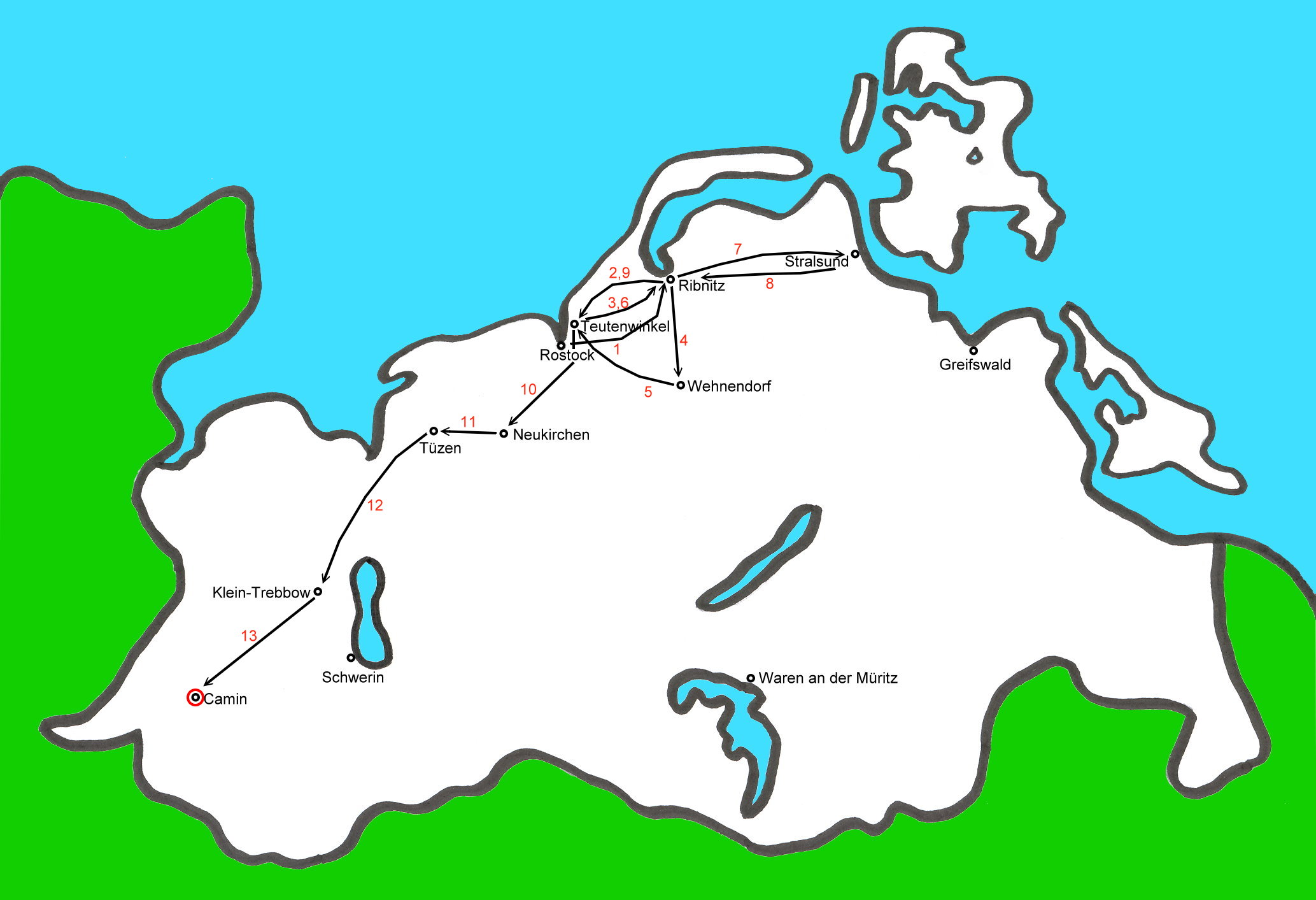
Fluchtverlauf Wilhelm Ulenoge, Mecklenburg 1569

Mitte November 1569 wurde der Rostocker Graveur Lambrecht Albrechts wegen Wahrsagerei und Zauberei festgenommen. Bei der Hausdurchsuchung fanden die Behörden Abdrücke von mehreren alten herzoglich mecklenburgischen Siegeln. Lambrecht Albrechts gestand in seinen Verhören, dass diese Siegel von Wilhelm Ulenoge in Auftrag gegeben worden sind. Sie sollten nach Aussage von Ulenoge für die Herzöge sein. Da Ulenoge nun unter Verdacht der Fälschung stand, sah er sich gezwungen von Rostock fernzubleiben.
Zunächst flüchtete Ulenoge nach Ribnitz (vgl. Fluchtverlauf Station 1). Am Freitag, den 18. November 1569, fuhr er nach Teutenwinkel zu der Witwe Carin Moltkes, Elisabeth von Halberstadt (2). Sie war eine Auftraggeberin von Ulenoge, die von den Fälschungen profitierte. Einen Tag später fuhr er wieder nach Ribnitz zu Gottschalk Preen, in dessen Haus er Gast war (3). Mit ihm zusammen fuhr er am Montag, den 21. November, nach Wehnendorf zu Heinrich Preen (4). Dort sollte Ulenoge einen Vertrag vermitteln. Am 23. November reiste er wieder nach Teutenwinkel (5). Zwei Tage später kehrte er zu Gottschalk Preen nach Ribnitz zurück (6), wo ihn sein Bruder aus Stralsund am 1. Dezember besuchte. Zusammen mit seinem Bruder fuhr Ulenoge nach Stralsund (7). Vier Tage später ging er nach Ribnitz zurück und blieb zwei Tage (8).
Am 7. Dezember wurde die Suche nach Ulenoge auf das gesamte Land ausgebreitet, da die Herzöge dem Bürgermeister und dem Rat der Stadt Rostock bestätigten, dass sie Ulenoge keine Aufträge zur Siegelbestellung gaben. Am selbigen Tag fuhr er nach Teutenwinkel (9). Dort erwartete ihn Elisabeth von Halberstadt. Da sie ihn nicht mehr beherbergen wollte, aus Angst vor Bestrafung, sollte ihre Tochter, Ilse Moltkes, ihn mit ihrem Wagen am nächsten Tag nach Neukirchen (Ortsteil Klein Belitz) bringen (10). Dort angekommen verbrachte er fünf Tage vor Ort. In der Nacht vom 12. zum 13. Dezember flüchtete er mit Ilse Moltkes weiter nach Tüzen (11). Ilse reiste noch am selben Tag ab und kam am 17. Dezember mit neuen Nachrichten zurück: der Schreiber der Moltkes, Nicolaus von Stade, und die Ehefrau Ulenoges wurden verhaftet. Die Angst von Elisabeth von Halberstadt und ihrer Tochter stieg. Sie mussten Ulenoge loswerden und rieten ihm, sich das Leben zu nehmen. Er weigerte sich. Allerdings musste Ulenoge eine schriftliche Erklärung abgeben, welche Elisabeth von Halberstadt von der Mittäterschaft an den Fälschungen freisprach. Am Nachmittag desselben Tages wurde Ulenoge durch einen Wagentreiber der Moltkes in einem kleinen Boot über den Tüzener See gerudert. Bis zum Anbruch der Nacht versteckte er sich in einem angrenzenden Wald. Von dort wurde er von dem Tüzer Vogt Hans Arendes mit einem Wagen abgeholt. Vorne im Wagen saßen Ilse Moltkes und eine Nonne. Wilhelm Ulenoge musste sich unter dem Wagentuch im hinteren Teil verbergen.
Am Morgen des 18. Dezembers 1569 kamen sie in Groß Trebbow (Ortsteil Klein Trebbow) an, wo er sich bis zur Weiterfahrt in einer Scheune verstecken sollte. Unter denselben Bedingungen wie in der vorherigen Nacht, wurde Ulenoge nach Klein Trebbow gefahren (12). Dort kam er bei den Eheleuten Raben unter. Nach einem Tag bat er sie, ihn nach Ratzeburg zu fahren, da er davon ausging dort sicher zu sein. Wegen Unpässlichkeit der Pferde verwehrten ihm die Eheleute die Fahrt. Trotz dessen willigten sie einer Fahrt nach Camin bei Wittenburg zu. Am 20. Dezember kam er in Camin bei dem dortigen Pfarrer unter (13). An den nachfolgenden Tagen verlor er immer mehr die Kraft und den Mut die Flucht fortzusetzen.
Am Montag, den 26. Dezember 1569, wurde er durch einen Knecht Halberstadts aufgegriffen und auf dessen Hof in Camin gebracht. Von dort wurde Wilhelm Ulenoge am folgenden Tag abgeholt, nach Schwerin befördert und in Gefangenschaft genommen.

## Gefangenschaft und Tod
Bereits am 29. Dezember 1569 stand Ulenoge vor dem Gericht des Herzogs Johann Albrecht in der Hofstube zu Schwerin. Beim ersten Verhör versuchte Ulenoge sein Tun durch erdichtete Beweggründe noch zu beschönigen. Die Nachstechung von Siegeln der drei Herzöge Albrecht III., Heinrich IV. und Magnus II. leugnete er dabei nicht. Jedoch behauptete er, von dem Rostocker Graveur Lambrecht Albrechts verführt worden zu sein. Voreilig sagte er aus, die gefälschten herzoglichen Petschafte auf seiner Flucht in die Recknitz geworfen zu haben. Die Willenskraft verließ Ulenoge und er sah ein, dass seine Strafe unabwendbar wird und legte in weiteren Verhören ein umfassendes Geständnis ab. Wie zunächst behauptet, habe er die gestochenen Petschaften nicht in die Recknitz geworfen. Er selbst habe die Nachstechung beim Graveur in Auftrag gegeben. Weiterhin gestand er, auch gefälschte Urkunden an Angehörige der Familien Vieregge, Schmeker, Behr auf Nustrow, Preen, Kardorff, Zepelin sowie an die Stadt Sülze geliefert zu haben. Ulenoge beharrte aber darauf, dass Elisabeth von Halberstadt bei seinen Machenschaften nicht nur Komplizin, sondern auch Anstifterin gewesen sei.
In der Zwischenzeit wurden Ulenoges Ehefrau und der Schreiber der Moltkes aus der Haft in Rostock angesichts mangelnder Beweise für ihre Mitschuld wieder freigelassen.
Der Herzog konnte nicht umhin, aufgrund dieser schweren Vorwürfe der Mitwisserschaft gegen Elisabeth von Halberstadt vorzugehen. Am 6. März 1570 wurde sie gefangen genommen, das erste Verhör folgte am 20. März. In dieser ersten Verhandlung leugnete sie alle Vorwürfe durch Ulenoge. Auch die Konfrontation mit ihm brachte kein Geständnis. Daraufhin wurde Ulenoge einer mehrstündigen Folter unterworfen. Trotzdem blieb er dabei, dass Elisabeth von Halberstadt ihn angestiftet und von jeder einzelnen Fälschung gewusst hat. Auch seine Konzepte wurden von ihr korrigiert. Elisabeth von Halberstadt habe beim Anhängen alter echter Siegel an die gefälschten Urkunden durch Anschmelzen mit einem glühenden Eisen sowie beim Besiegeln mit den nachgestochenen Petschaften mitgeholfen. Es folgten weitere Verhöre der Beschuldigten und sie räumte ihre Mitschuld ein. Nachdem ihr der Scharfrichter vorgestellt und kurze Zeit eine Schraube auf ein Bein gesetzt wurde, gestand sie alle Vorwürfe. Darauf widerrief sie bald ihre Aussagen und klagte das Gericht wegen unehrenhafter Inhaftierung an. So zog sich der Prozess über zwei Jahre hin.
Während der gesamten Zeit des Verfahrens bis zu seinem Tode sorgte sich niemand um Ulenoge. Für Elisabeth von Halberstadt aber engagierte sich bereits einen Tag nach der Verhaftung ihre einflussreiche adlige Verwandtschaft für sie, sodass ihre Haft relativ glimpflich verlief. Ulenoge hingegen musste Verachtung und Drangsalierung durch die Wächter hinnehmen, bis er sich schließlich selbst den Tod wünschte. Es wird von einem inquisitionsartigen Verfahren berichtet, welches sein körperliches Befinden vollkommen untergraben hat.
Im Urteilsspruch hieß es, „dass er mit dem Schwert vom Leben zum Tode gerichtet, danach in vier Teile zerschnitten und dieselben auf die vier Wegscheiden vor der Stadt aufgehenkt werden sollen“. Gemäß herzoglicher Verfügung wurde dieses Urteil am Freitag, dem 28. März 1572, zwischen 9 und 10 Uhr nochmals verlesen und öffentlich auf dem Markt in Güstrow vollstreckt.
Erst Monate später, am 19. November 1572, erfolgte auf der Reitbahn vor der Schlossbrücke zu Schwerin die Verkündung und Vollstreckung des Urteils gegen Elisabeth von Halberstadt: Konfiskation ihrer Güter und ewige Landesverweisung, die – wie sich später herausstellt – nur vorübergehend andauerte.
Die Untersuchungen gegen weitere, adlige Mitwissende und Auftraggeber fanden ein schnelles Ende.